# منطقه هولان
منطقه هولان(به چینی: 呼兰区) یک منطقه در شهر هاربین، استان هئی‌لونگ‌جیانگ چین است که شهرک‌های اقماری و مناطق روستایی در شمال این «شهر در سطح ولایت/شهر زیر-استانی» را شامل می‌شود. منطقه هولان ۲٬۲۳۳٫۵ کیلومتر مربع مساحت و ۷۶۹٬۹۹۷ نفر جمعیت دارد.

## تقسیمات اداری
منطقه هولان به ۱۸ ناحیه، ۷ شهرک، و ۳ قصبه تابعه تقسیم شده است. یک «ناحیهٔ اداری» هم‌سطح قصبه نیز تابع این شهرستان می‌باشد، که شامل مزارع و واحدهای تولیدی کشاورزی. 
- ناحیه جادهٔ جیان‌شه (双井街道، Jiànshè lù jiēdào)
- ناحیه جادهٔ شوه‌یوان (学院路街道، Xuéyuàn lù jiēdào)
- ناحیه جادهٔ گونگ‌یوان (公园路街道، Gōngyuán lù jiēdào)
- ناحیه جادهٔ نان‌جینگ (南京路街道، Nánjīng lù jiēdào)
- ناحیه چانگ‌لینگ (康金街道، Chánglǐng jiēdào)
- ناحیه سان‌دیان (三电街道، Sāndiàn jiēdào)
- ناحیه شن‌جیا (沈家街道، Shěnjiā jiēdào)
- ناحیه شوانگ‌جینگ (双井街道، Shuāngjǐng jiēdào)
- ناحیه شیاوشیانگ (萧乡街道، Xiāoxiāng jiēdào)
- ناحیه کانگ‌جین (康金街道، Kāngjīn jiēdào)
- ناحیه لان‌هه (兰河街道، Lánhé jiēdào)
- ناحیه لی‌مین (利民街道، Lìmín jiēdào)
- ناحیه لی‌یه (利业街道، Lìyè jiēdào)
- ناحیه هولان (呼兰街道، Hūlán jiēdào)
- ناحیه یاوباو (腰堡街道، Yāobǎo jiēdào)
- ناحیه یوتیان (裕田街道، Yùtián jiēdào)
- ناحیه یوچیانگ (裕强街道، Yùqiáng jiēdào)
- ناحیه یومین (裕民街道، Yùmín jiēdào)
- ناحیه لی‌یه (利业街道، Lìyè jiēdào)

- شهرک اِربا (二八镇، Èrbā zhèn)
- شهرک بای‌کوی (白奎镇، Báikuí zhèn)
- شهرک دایونگ (大用镇، Dàyòng zhèn)
- شهرک شی‌رن (石人镇، Shírén zhèn)
- شهرک فانگ‌تای (方台镇، Fāngtái zhèn)
- شهرک لیان‌هوا (莲花镇، Liánhuā zhèn)
- شهرک دایونگ (大用镇، Dàyòng zhèn)

- قصبه شوباو (许堡乡، Xǔbǎo xiāng)
- قصبه منگ‌جیا(孟家乡، Mèngjiā xiāng)
- قصبه یانگ‌لین (杨林乡، Yánglín xiāng)

- احیاء کشاورزی (نونگ‌کن) هولان (呼兰农垦، Hūlán nóngkěn)